# Ronde van Sicilië
De Ronde van Sicilië (Italiaans: Giro di Sicilia) was een meerdaagse wielerwedstrijd, die tussen 1907-1977 met intervallen als amateurwedstrijd werd georganisserd op het Italiaanse eiland Sicilië. Nadat organisator RCS Sport een herstart aankonigde voor 2017 stond de koers in 2019 weer op de (professionele) internationale wielerkalender, waarbij hij werd opgenomen in de UCI Europe Tour. Na vijf jaar werd de koers vanwege financiële redenen in 2024 niet meer georganiseerd. Hierna herintroduceerde organisator RCS Sport dat jaar de Ronde van de Abruzzen in zijn plaats op de wielerkalender.

## Geschiedenis

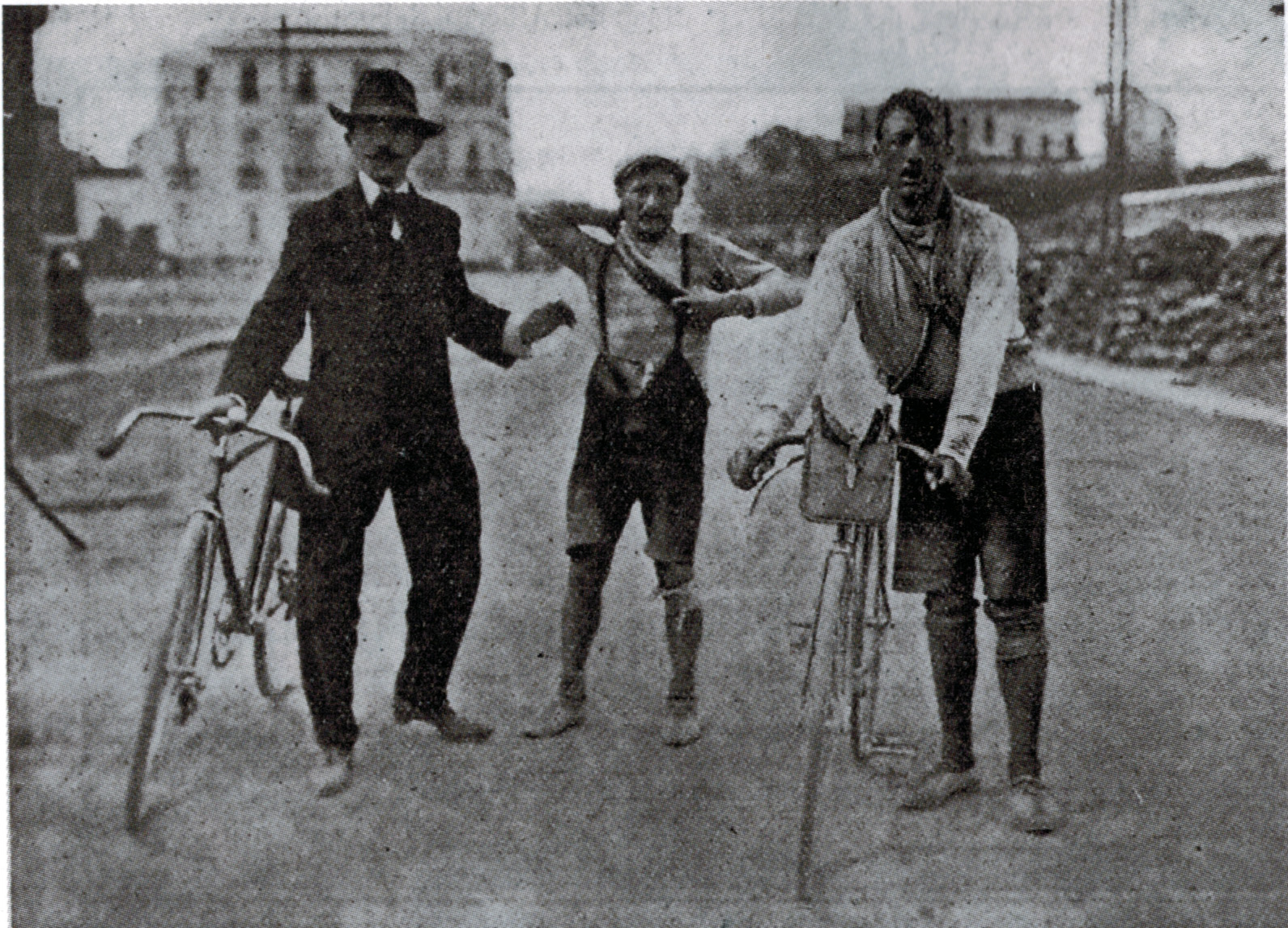
Nummers 1 en 2 van 1907: Carlo Galetti en Luigi Ganna

De eerste editie in 1907 was de ook de eerste etappekoers op Italiaanse bodem, twee jaar voor de start van de Ronde van Italië. Deze wedstrijd werd gewonnen door Carlo Galetti voor Luigi Ganna, die in de eerste Giro-editie in 1909 als tweede en eerste eindigden. De georganiseerde edities telden steeds een verschillend aantal dagen die in verschillende periodes van het jaar werden verreden. De acht edities van 1953-1960 was de langst durende opeenvolgende reeks. In 1977 werd de 20e editie verreden. In deze periode werd de amateurkoers onder andere gewonnen door Carlo Galetti, Primo Volpi en Giuseppe Saronni.
In drie jaren werd er in deze periode ook een eendaagse wedstrijd voor professionals georganiseerd onder de noemer Ronde van Sicilië. Deze werden gewonnen door Diego Ronchini (1958), Enrico Maggioni (1973) en de Belg Roger De Vlaeminck (1974).
Voor het seizoen 2010 werd er voor in september zowel een driedaagse wedstrijd onder de noemer Giro della Regione Sicilia als een eendagswedstrijd als de Giro di Sicilia opgenomen op de UCI Europe Tour kalender met de classificaties van 2.1. en 1.1 Beide wedstrijden zijn niet doorgegaan. Voor 2017 werd er voor 7-15 oktober een meerdaagse koers aangekondigd, maar ook deze is niet verreden. 
In 2019, met een onderbreking van 41 jaar en op initiatief van de autoriteiten van de autonome regio Sicilië en die tevens als sponsor optreed, organiseerde RCS Sport de wedstrijd opnieuw, en kreeg op de Europe Tour-kalender de classificatie van 2.1. Vanwege de coronapandemie werd de editie van 2020 geannuleerd en de editie van 2021 verreden in het najaar op de aangepaste wielerkalender.
Met de Belg De Vlaeminck (eendaagse profkoers in 1974), zijn de Amerikaan Brandon McNulty (2019) en de Kazach Aleksej Loetsenko (2023) de enige niet-Italiaanse winnaars.
Van 1984-1994 werd de Internationale Wielerweek ook op Sicilië verreden.

## Podia

### Etappekoers
| Jaar | Data                                  | AD                                    | Winnaar                               | Tweede                                | Derde                                 |
| ---- | ------------------------------------- | ------------------------------------- | ------------------------------------- | ------------------------------------- | ------------------------------------- |
| 1907 | 3-10/10                               | 8                                     | Carlo Galetti                         | Luigi Ganna                           | Umberto Zoffoli                       |
| 1908 | 18-29/10                              | 12                                    | Carlo Galetti                         | Pierino Albini                        | Ernesto Azzini                        |
|      |                                       |                                       |                                       |                                       |                                       |
| 1926 | 12-21/04                              | 10                                    | Domenico Caratozzolo                  | Francisco Gambino                     | Gianbattista Gilli                    |
|      |                                       |                                       |                                       |                                       |                                       |
| 1929 | 1-2/03                                | 2                                     | Nicola Mammina                        | Leonida Frascarelli                   | Albino Binda                          |
|      |                                       |                                       |                                       |                                       |                                       |
| 1932 | ?-?/10                                | ?                                     | Nicola Mammina                        | Attilio Pavesi                        | Antonio Nicolosi                      |
|      |                                       |                                       |                                       |                                       |                                       |
| 1936 | 25/10-1/11                            | 7                                     | Francesco Patti                       | Ernesto Zuppa                         | Alfredo Mazzocchetti                  |
|      |                                       |                                       |                                       |                                       |                                       |
| 1939 | 15-23/04                              | 8                                     | Remo Cerasa                           | Francesco Patti                       | Giovanni Corrieri                     |
|      |                                       |                                       |                                       |                                       |                                       |
| 1948 | 23-28/11                              | 6                                     | Francesco Patti                       | Marcello Spadolini                    | Vitaliano Lazzerini                   |
| 1949 | 30/10-6/11                            | 7                                     | Dino Rossi                            | Sergio Pagliazi                       | Angelo Fumagali                       |
| 1950 | 12-19/11                              | 8                                     | Donato Zampini                        | Giacomo Zampieri                      | Arrigo Padovan                        |
| 1951 | 12-18/11                              | 7                                     | Primo Volpi                           | Francesco Patti                       | Ugo Fondelli                          |
|      |                                       |                                       |                                       |                                       |                                       |
| 1953 | 31/03-6/04                            | 7                                     | Elio Brasola                          | Pietro Giudici                        | Luigi Mastroianni                     |
| 1954 | 6-11/04                               | 6                                     | Ugo Massocco                          | Livio Isotti                          | Giovanni Roma                         |
| 1955 | 20-25/04                              | 6                                     | Gilberto Dall'Agata                   | Franco Franchi                        | Renzo Accordi                         |
| 1956 | 10-15/04                              | 6                                     | Pietro Polo Perucchin                 | Luciano Ciancola                      | Walter Serena                         |
| 1957 | 16-21/04                              | 6                                     | Alberto Emiliozzi                     | Alfredo Sabbadin                      | Giuseppe Cainero                      |
| 1958 | 15-20/04                              | 6                                     | Carlo Azzini                          | Gianbattista Milesi                   | Antonino Catalano                     |
| 1959 | 21-26/04                              | 6                                     | Loris Guernieri                       | Federico Galeaz                       | Noè Conti                             |
| 1960 | 5-10/04                               | 6                                     | Giorgio Tinazzi                       | Aurelio Cestari                       | Idrio Bui                             |
|      |                                       |                                       |                                       |                                       |                                       |
| 1977 | 12-14/07                              | 3                                     | Giuseppe Saronni                      | Pierino Gavazzi                       | Carmelo Barone                        |
|      |                                       |                                       |                                       |                                       |                                       |
| 2019 | 3-6/04                                | 4                                     | Brandon McNulty                       | Guillaume Martin                      | Fausto Masnada                        |
| 2020 | geannuleerd vanwege de coronapandemie | geannuleerd vanwege de coronapandemie | geannuleerd vanwege de coronapandemie | geannuleerd vanwege de coronapandemie | geannuleerd vanwege de coronapandemie |
| 2021 | 28/09-1/10                            | 4                                     | Vincenzo Nibali                       | Alejandro Valverde                    | Alessandro Covi                       |
| 2022 | 12-15/04                              | 4                                     | Damiano Caruso                        | Jefferson Alexander Cepeda            | Louis Meintjes                        |
| 2023 | 11-14/04                              | 4                                     | Aleksej Loetsenko                     | Louis Meintjes                        | Vincenzo Albanese                     |

### Eendaagse profkoers
| Jaar | Data  | Winnaar            | Tweede           | Derde          |
| ---- | ----- | ------------------ | ---------------- | -------------- |
| 1958 | 30/10 | Diego Ronchini     | Noè Conti        | Mario Mori     |
| 1973 | 17/10 | Enrico Maggioni    | Michele Dancelli | Enrico Paolini |
| 1974 | 26/03 | Roger De Vlaeminck | Patrick Sercu    | Marino Basso   |